# Mont Whitney
Pour les articles homonymes, voir Whitney.
Le mont Whitney (en anglais : Mount Whitney) est un sommet culminant à 4 417 mètres d'altitude dans le centre de l'État de Californie, dans l'Ouest des États-Unis, ce qui en fait le plus haut sommet du pays en dehors de l'Alaska. C'est aussi le point culminant de la sierra Nevada. Il est constitué de granite. Il est nommé par les membres du California Geological Survey, qui tentent son ascension en 1864, mais ce sont des autochtones qui réussissent à le gravir avec succès pour la première fois en 1873. Plusieurs observations scientifiques, notamment à caractère astronomique, y sont menées à la fin du XIXe siècle et au début du XXe siècle. L'accès au sommet est très prisé et nécessite la difficile obtention d'un permis. La montagne est protégée par la réserve intégrale John Muir et la forêt nationale d'Inyo à l'est, tandis qu'elle est incluse dans le parc national de Sequoia à l'ouest.

## Toponymie
Le mont Whitney est nommé en juillet 1864 par les membres du California Geological Survey en l'honneur du géologue californien Josiah Whitney, mécène du projet. En 1873, Begole, Johnson et Lucas décident, à la suite de leur ascension, d'appeler la montagne Fisherman's Peak, le « pic des Pêcheurs », ; en 1891, l'United States Geological Survey confirme la primauté du nom le plus ancien. Il demeure également après la Seconde Guerre mondiale, alors que le nom de mont Churchill est proposé.
Il est nommé Tumanguya dans la langue autochtone paiute du Nord.

## Géographie

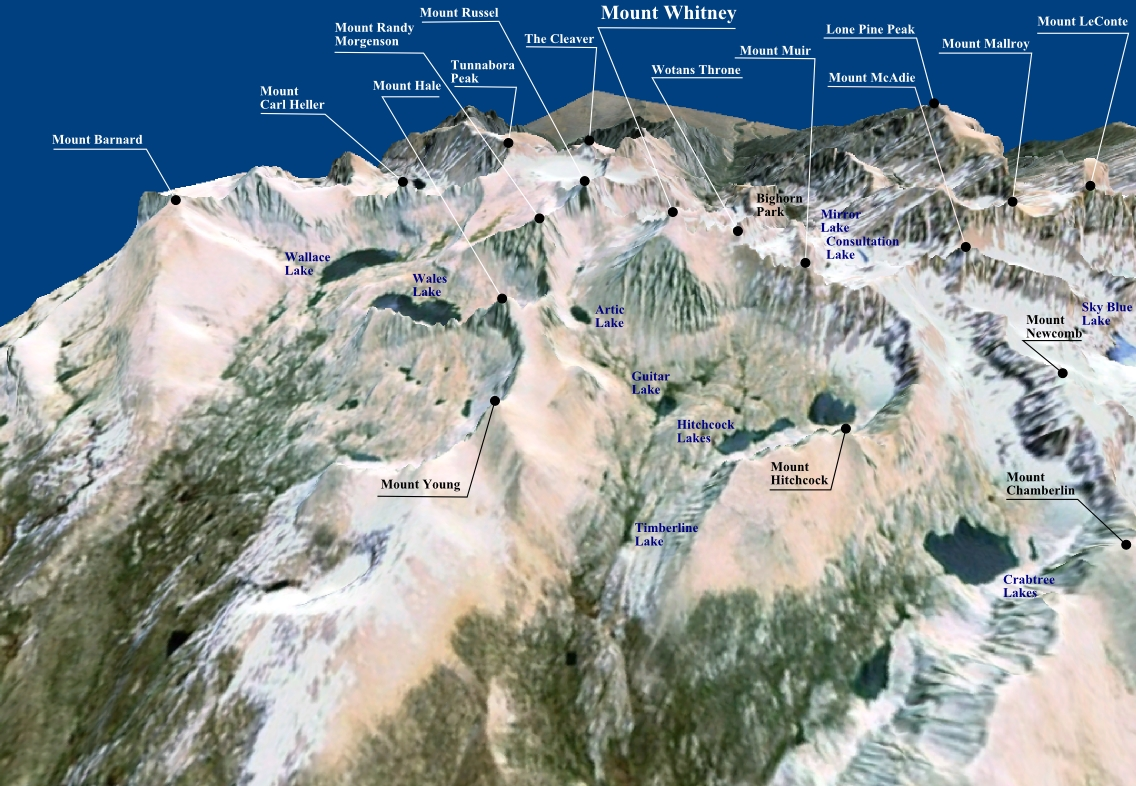
Représentation depuis l'ouest du mont Whitney et des sommets alentour en trois dimensions.

Le mont Whitney se situe dans l'Ouest des États-Unis, au centre de l'État de Californie, sur la limite entre les comtés de Tulare à l'ouest et d'Inyo à l'est,. Il se trouve à 18 kilomètres à l'ouest de Lone Pine, à 100 kilomètres à l'ouest-nord-ouest de Visalia, tandis que Los Angeles est à 280 kilomètres au sud et Sacramento, la capitale de l'État, et San Francisco sont à environ 400 kilomètres au nord-ouest. Les côtes de l'océan Pacifique se trouvent à 270 kilomètres au sud-ouest. Il domine la vallée de l'Owens à l'est, où passe la route 395. Le sommet s'élève à 4 417 mètres d'altitude, dans la bordure orientale de la sierra Nevada, ce qui en fait le douzième sommet du pays mais le plus élevé des États-Unis contigus. Sa hauteur de culminance est de 3 071 mètres ; le sommet plus élevé le plus proche est le Nevado de Toluca à plus de 2 600 kilomètres au sud-est, au Mexique. Le mont Whitney domine plusieurs lacs glaciaires : à l'ouest le lac Arctic, le lac Guitar et les lacs Hitchcock qui alimentent le Whitney Creek, un affluent la rivière Kern ; à l'est le lac Iceberg, les lacs Boy Scout et le lac Frog qui alimentent une branche du Lone Pine Creek, qui appartient au bassin de la rivière Owens mais dont les eaux sont intégralement détournées vers l'aqueduc de Los Angeles.
Le mont Whitney est né du processus qui a formé la Sierra Nevada. Il est constitué de granite émis en profondeur au Crétacé. Durant le Néogène, le soulèvement de la chaîne le long de la faille normale qui la sépare de la province géologique de Basin and Range, à l'est, a permis la formation de glaciers et d'écoulements fluviaux qui ont participé à l'érosion et ont mis au jour le granite.
Le sommet possède un climat alpin. Il se situe au-delà de l'étage alpin, ce qui explique que peu de plantes poussent près de la cime. Polemonium eximium est une plante en coussin endémique de la Sierra Nevada adapté à ces conditions de vie. Aucun animal ne vit durablement dans ce milieu, mais il est possible de rencontrer le Petit apollon (Parnassius phoebus) et le Roselin à tête grise (Leucosticte tephrocotis).

## Histoire
En juillet 1864, le géologue Clarence King du California Geological Survey effectue la première tentative connue d'ascension du sommet, par le versant occidental, mais doit renoncer peu en dessous. Sept ans plus tard, il retente de gravir le mont Whitney mais, ayant approché la montagne par un autre itinéraire, il commet une confusion et réalise l'ascension du mont Langley. La première ascension est finalement réussie le 18 août 1873, par le versant occidental, par Charles Begole, A.H. Johnson et John Lucas, des pêcheurs de Lone Pine,,. Ils devancent d'un mois Clarence King qui, ayant appris son erreur, retourne au mont Whitney et parvient enfin à atteindre la cime ; il ouvre par la même occasion la voie des Montagnards.

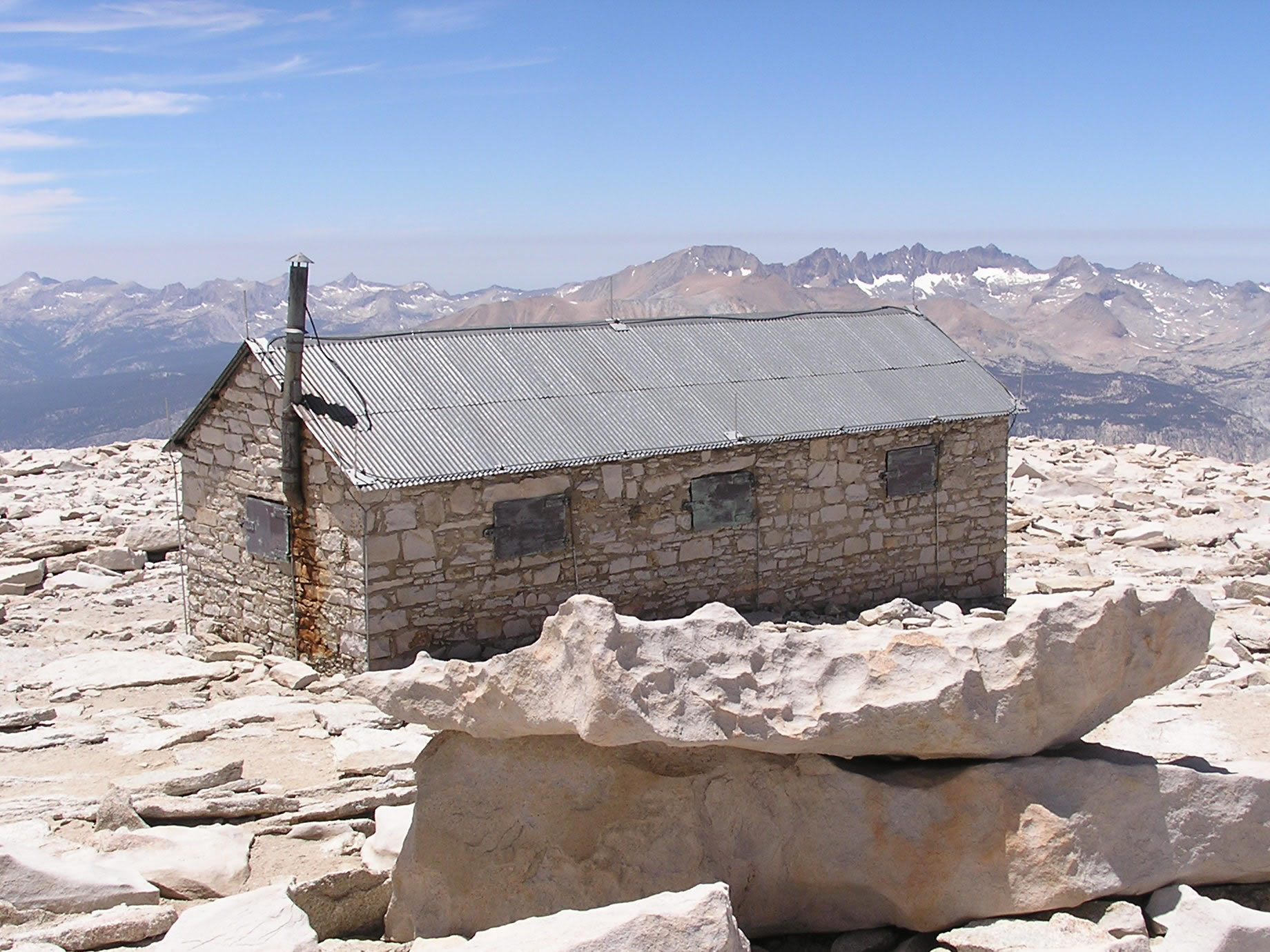
Vue de l'abri Smithsonian Institution au sommet du mont Whitney.

En 1880, le physicien et astronome Samuel Pierpont Langley, l'astronome James Edward Keeler, le professeur William Cathcart Day et d'autres scientifiques participent à une expédition dans le but d'étudier le rayonnement solaire. L'année suivante, Langley demeure plusieurs jours au sommet, afin de poursuivre ses relevés.
Les habitants de Lone Pine décident de financer la création d'un sentier et confient cette tâche à Gustave Marsh, qui achève ses travaux le 22 juillet 1904. Quatre jours plus tard, la première victime au mont Whitney est recensée. En effet, Bryd Surby, un employé de l'United States Fish and Wildlife Service, qui avait emprunté le nouveau sentier pour se rendre au sommet, est frappé par la foudre alors qu'il se restaure à la cime. En réponse à cet événement, Gustave Marsh entreprend de construire un refuge en pierre. Il est achevé en 1909 et baptisé abri Smithsonian Institution, ayant bénéficié notamment de fonds de l'institut du même nom.
Par la suite, les expériences scientifiques se multiplient, à l'instar de Charles Greeley Abbot qui réalise des observations spectroscopiques afin d'investiguer sur la présence d'eau sur Mars. Le rayonnement cosmique et les radiations nocturnes sont également étudiées,.
La première hivernale est réussie par Orlando Bartholomew le 10 janvier 1929 à l'occasion de sa traversée de trois mois des plus hauts sommets de la Sierra Nevada. La première descente intégrale à ski est réalisée en 1956 par Paul Arthur et Larry Yout ; elle présente un dénivelé négatif de 1 800 mètres environ.

## Activités

### Randonnée et ascension

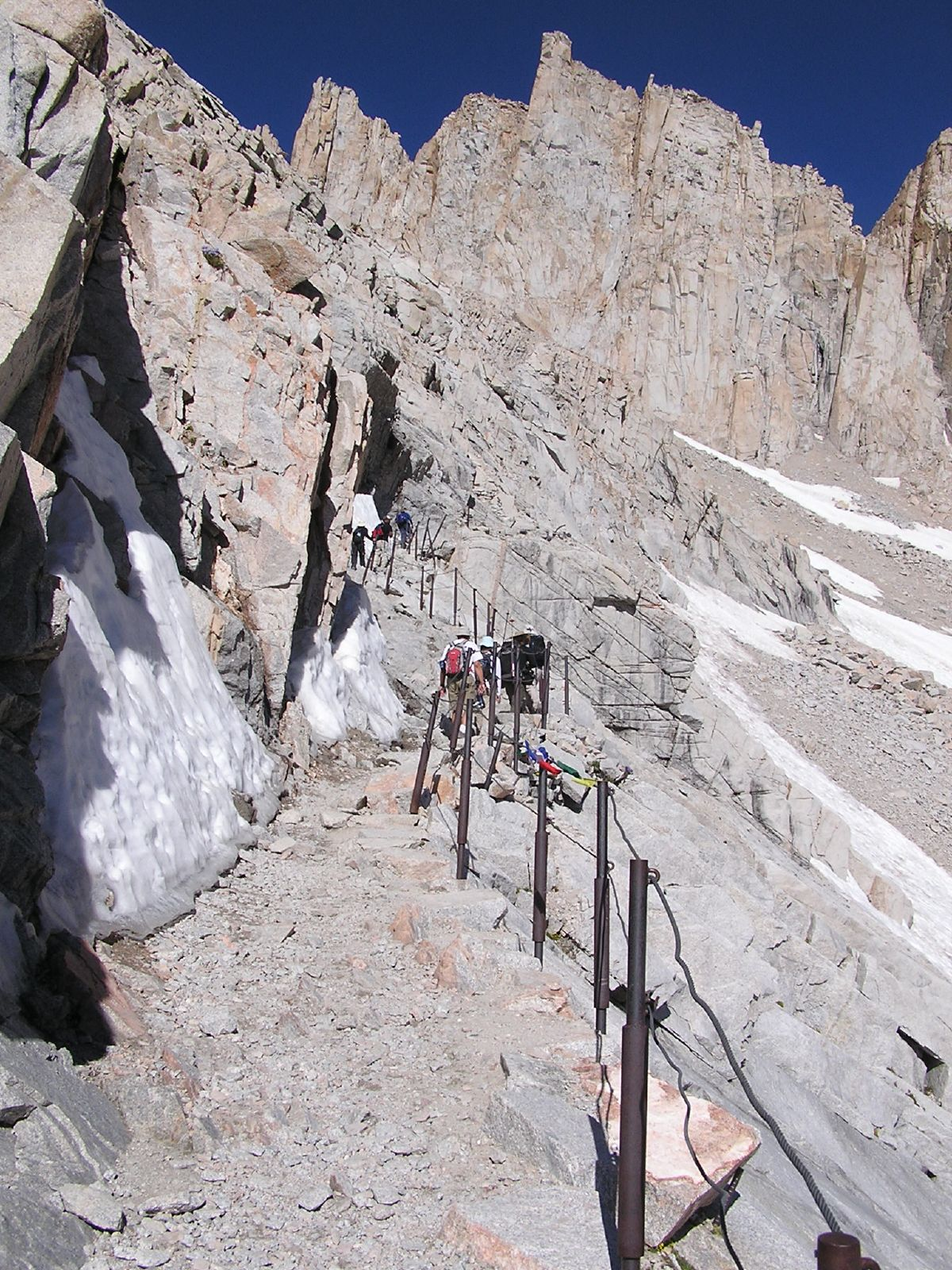
Vue d'une portion du Mount Whitney Trail sous une antécime du mont Muir.

L'itinéraire le plus fréquenté pour gravir le sommet est le Mount Whitney Trail qui démarre dans la localité de Whitney Portal, à 2 550 mètres d'altitude, à 21 kilomètres à l'ouest de Lone Pine, sur le versant oriental de la montagne. Le sentier fait 35 kilomètres de long et présente un dénivelé de 1 900 mètres. Sa portion finale longe légèrement en contrebas l'arête méridionale du sommet, qui le relie au mont Muir. Le Service des forêts des États-Unis délivre un nombre restreint de permis durant la saison estivale afin de limiter la fréquentation. La plupart des randonneurs effectuent l'aller-retour en deux jours.
Il est possible d'atteindre le sommet par le versant occidental. L'itinéraire d'approche est beaucoup plus long ; il emprunte une portion du Pacific Crest Trail et du John Muir Trail, puis rejoint le Mount Whitney Trail légèrement au sud du mont Muir. Le versant nord est le moins fréquenté ; il comporte quelques passages instables.
La voie des Montagnards (Mountaineer's Route), qui gravit une ravine dans la face nord-est, est cotée 3. Le record d'ascension par cette voie, avec retour à Whitney Portal, est détenu par Jason Lakey.
Les parois verticales du versant oriental offrent une grande diversité de voies d'escalade. La voie de la face Est (East Face Route), ouverte en 1931 par Robert Underhill, Glen Dawson, Jules Eichorn et Norman Clyde, est une classique de la Sierra Nevada et comporte des passages cotés 5.4 voire 5.6. Les autres voies de la face Est atteignent une difficulté de 5.10,. Un 5.11 a même été ouvert en 1991 dans la voie Left Wing Extremist par Galen Rowell et David Wilson.
Au sud du sommet se trouve une série de cimes secondaires, peu marquées sur leur versant occidental mais à l'aspect d'aiguilles depuis l'est : il s'agit, du nord au sud, de l'aiguille Keeler, du pic Crooks (anciennement aiguille Day), de l'aiguille III, de l'aiguille Extra, de l'aiguille du Paquoir, de l'aiguille Junior et de la tour S'Brutal. Elles présentent les plus belles possibilités de big wall de la Sierra Nevada. Le pic Crooks a été rebaptisé en l'honneur de Hulda Crooks, la « grand-mère du Whitney », qui a gravi le sommet 23 fois entre 65 et 91 ans.
Le Badwater Ultramarathon est une course de 217 kilomètres de long qui relie depuis 1987 Badwater, le point le plus bas d'Amérique du Nord dans la vallée de la Mort, au mont Whitney, distants de 135 kilomètres à vol d'oiseau. Stan Rodefer et Jim Burnworth, originaires de San Diego, ont été les premiers à relier les deux points, en octobre 1969, en deux semaines.

### Protection environnementale

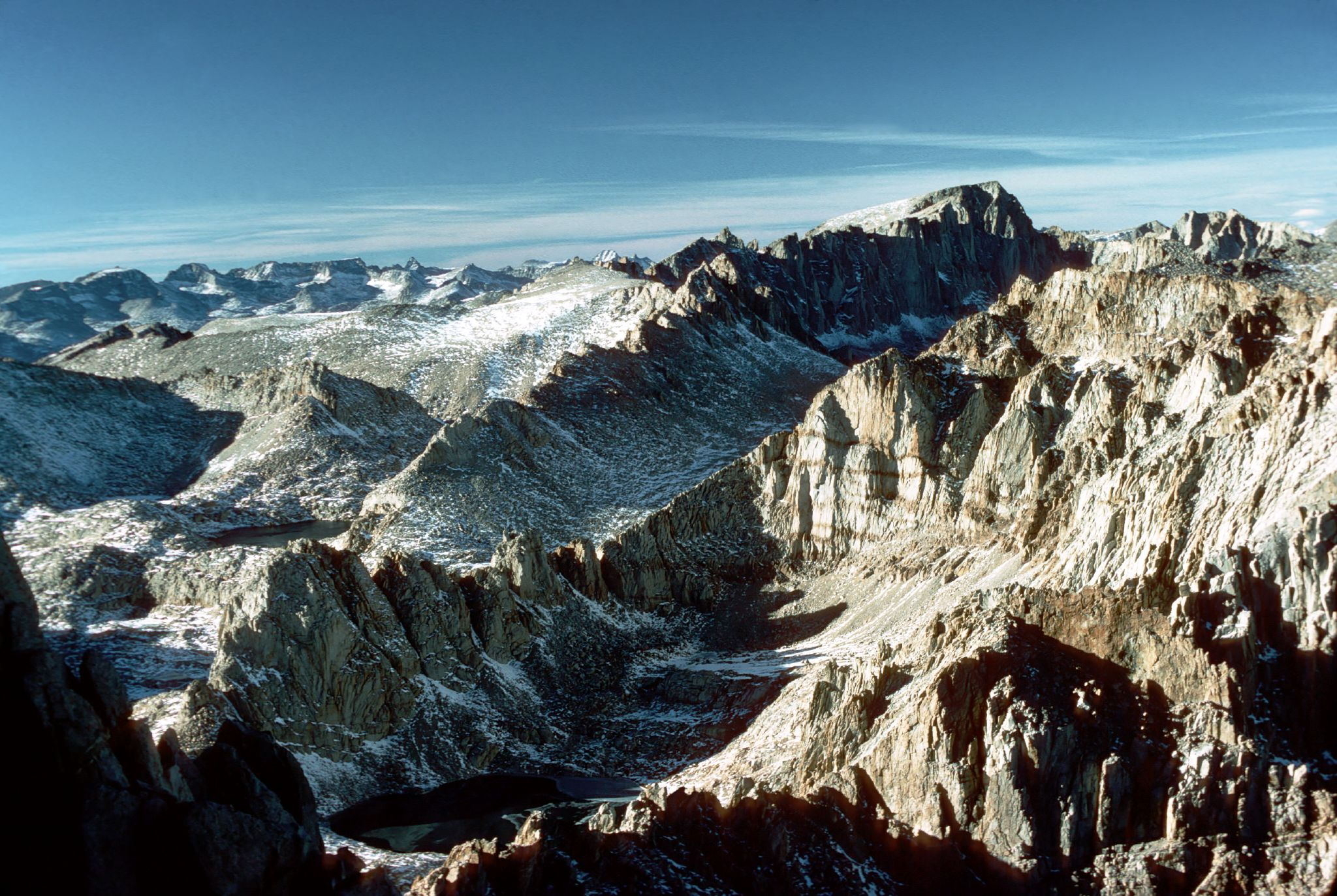
Vue du mont Whitney depuis le sud-est.

Le versant oriental du mont Whitney est protégé depuis 1964 au sein de la réserve intégrale John Muir (en anglais : John Muir Wilderness) dont la superficie a progressivement été portée à 2 639 km2, ce qui en fait la plus vaste de Californie. Elle dispose d'une continuité écologique avec la réserve intégrale Ansel Adams au nord-ouest, la réserve intégrale Dinkey Lakes et la réserve intégrale Sequoia-Kings Canyon à l'ouest, la réserve intégrale Monarch au sud-ouest et la réserve intégrale Golden Trout au sud,. La réserve a pour but de garantir un air et une eau purs, ainsi qu'un habitat préservé pour les plantes et les animaux rares et menacés. Elle autorise la pratique de la randonnée pédestre, du trekking, de l'escalade, du canoë-kayak, du rafting, de la randonnée équestre, de l'observation ornithologique ou encore de l'astronomie amateur mais interdit généralement tout type de véhicule à moteur et les groupes de plus de douze personnes. La réserve est gérée conjointement par la forêt nationale d'Inyo, dans sa partie orientale appartenant aux comtés d'Inyo — dont le mont Whitney — et de Mono, qui a été créée en 1907 et couvre 7 455 km2, et par la forêt nationale de Sierra, dans sa partie occidentale appartenant aux comtés de Fresno et de Madera, qui a été créée en 1893 et couvre 5 309 km2.
Le versant occidental est protégé depuis 1919 au sein du parc national de Sequoia qui couvre 1 635 km2. Il est géré par le National Park Service.

## Culture populaire
Le mont Whitney a été peint par plusieurs artistes, notamment Albert Bierstadt dans son tableau Le Mont Whitney, grandeur des Rocheuses (1875), conservé à Corning (The Rockwell Museum). Ce tableau magnifiant la nature américaine fut peint pour le centenaire de la déclaration d'indépendance.